# شاتو دي شاتودون
شاتو دي شاتودون هو شاتو يقع في إقليم أور ولوار،فرنسا.المبنى مدرج في المعالم التاريخية في فرنسا منذ 1918.